# CMSF - COMMON MYSQL STORED FUNCTION
CMSF - COMMON MYSQL STORED FUNCTION（シーエムエスエフ）は、関係データベース管理システム (RDBMS) であるMySQL上で動作するストアドファンクション群である。オープンソースで開発されており、LGPLとして公開されている。現在は株式会社自動処理が保守、メンテナンスを行っている。

## 概要
世界で最も有名なオープンソース・データベースとして知られているMySQL上で動作し、標準の関数では対処ができない日本語変換処理や、日本郵政株式会社が公開している郵便番号データに対応した関数が開発されており、現状では日本国内向けを意識して開発されている。

## 歴史
- 2009年7月9日 - CMSF FUNC SAMPLEがリリースされる[1]。
- 2009年7月9日 - CMSF FUNC PUT LOGがリリースされる[2]。
- 2009年7月12日 - CMSF FUNC PHP SERIALIZE2CSVがリリースされる[3]。
- 2009年7月14日 - CMSF FUNC ADDRESS2POSTALCODEがリリースされる[4]。
- 2009年7月14日 - CMSF FUNC EXTRACT ADDRESSがリリースされる[5]。
- 2009年7月15日 - CMSF FUNC PHP MB CONVERT KANAがリリースされる[6]。
- 2009年10月13日 - CMSF_FUNC_GET_SEQUENCEがリリースされる[7]。

## 要求仕様
CMSF - COMMON MYSQL STORED FUNCTIONは、以下のプラットフォームで動作する。
MySQL5.0以上が動作する環境